# Peter Patt

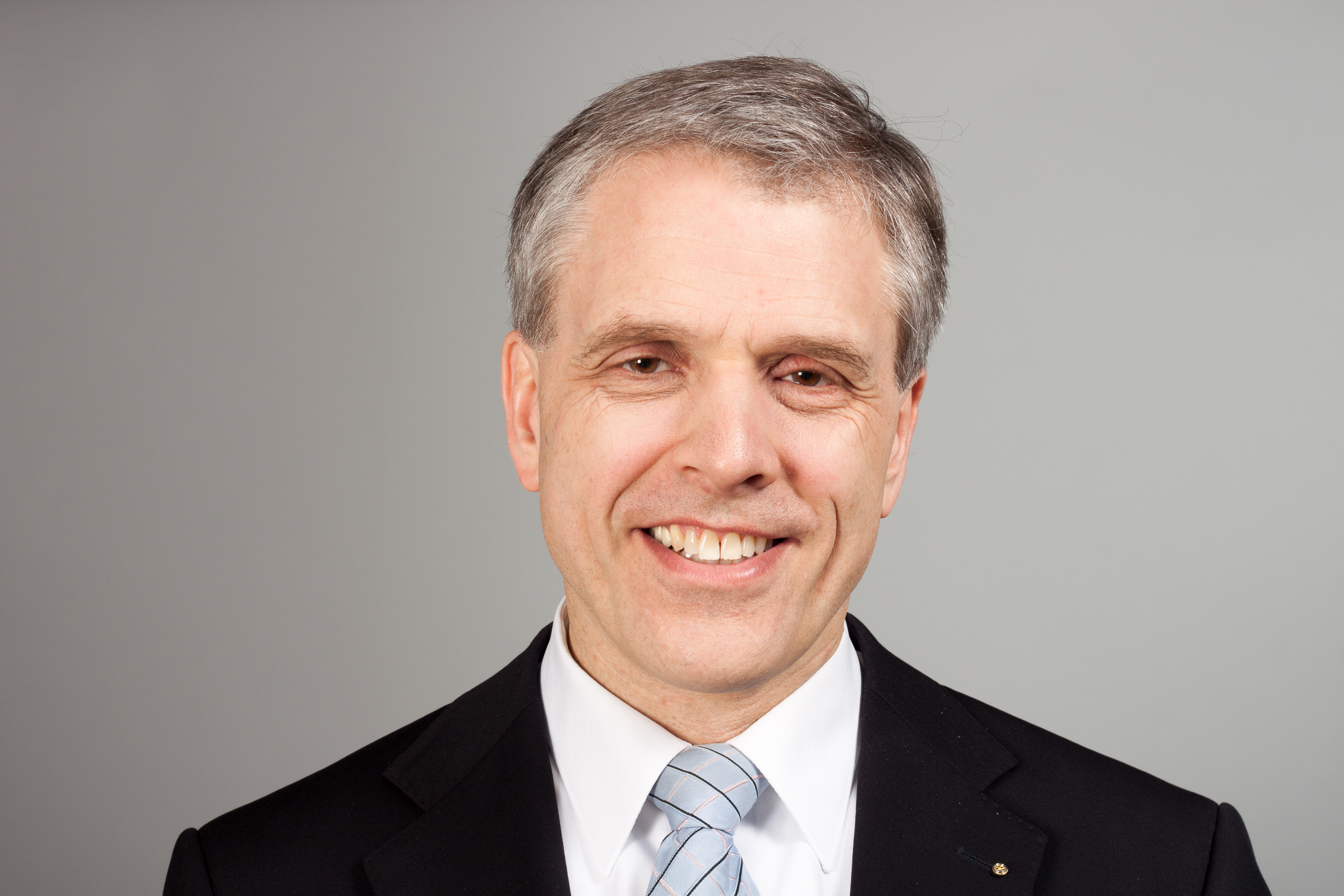
Peter Patt, 2013

Peter Wilhelm Patt (* 4. Mai 1963 in Düsseldorf) ist ein deutscher Politiker (CDU). Er ist seit 2004 Mitglied des Sächsischen Landtags.

## Ausbildung und Beruf
Patt erwarb 1982 am Schloß-Gymnasium Benrath die allgemeine Hochschulreife und absolvierte nach dem Grundwehrdienst von 1983 bis 1985 eine Ausbildung zum Bankkaufmann in Düsseldorf. Im Anschluss nahm er das Studium der Volkswirtschaftslehre an der Albert-Ludwigs-Universität in Freiburg im Breisgau auf. Danach wechselte er an die Universität Hamburg, um dort Betriebswirtschaftslehre zu studieren. Er schloss das Studium 1989 mit dem Grad Diplom-Kaufmann ab.
Nach einer Assistenz der Gebietsleitung der Commerzbank beim Aufbau des Regionalsystems Südwestsachsen war er in Thüringen und Sachsen von 1991 bis 1995 als Geschäftsführer im Produktionsverbindungshandel Sanitär-Heizung-Klima tätig. Seit 1993 ist er zudem in einem Unternehmen der Immobilienverwaltung für die Leitung von Controlling und Organisation in Chemnitz, Dresden und Düsseldorf zuständig. Im BVI Bundesfachverband der Immobilienverwalter e. V. arbeitete Patt zwanzig Jahre als ehrenamtlicher Bundesvorstand und hat daneben verschiedene Aufsichtsaufgaben. Er ist Präsidiumsmitglied des Zentrum für Kommunales Finanz-Management und Treasury (ZKFM).

## Politik
Patt war von 1999 bis 2004 Stadtrat in Chemnitz und als zunächst Parteiloser 1999 in die CDU eingetreten. In der CDU wurde Patt 1999 Schatzmeister des CDU-Kreisverbands Chemnitz und blieb dies bis 2001. Als beratender Bürger wirkte er von 2004 bis 2009 im Sport- und Kulturausschuss der Stadt Chemnitz weiter. Seit 2005 ist er CDU-Ortsverbandsvorsitzender in den Stadtteilen Kaßberg, Altendorf, Rottluff und Rabenstein.
Bei der Landtagswahl in Sachsen 2004 errang Patt das Direktmandat für den Wahlkreis Chemnitz 1 (WK 12, Chemnitz-West). Er ist seitdem Mitglied im Ausschuss Haushalt und Finanzen und im Petitionsausschuss, im Ausschuss für Wissenschaft, Hochschule, Medien, Kultur und Tourismus, Vizepräsident von Partnerschaft der Parlamente, in der Enquete-Kommission Pflege (2014–2017) und war stellvertretender Leiter der Arbeitsgruppe Rechts-, Verwaltungs- und Finanzsysteme der Enquete-Kommission Demografische Entwicklung in der 4. Legislaturperiode. Bei der Landtagswahl in Sachsen 2009 wurde das Direktmandat Patts von 35,7 % der Wähler bestätigt. In dieser Legislaturperiode war er auch Mitglied der Enquete-Kommission für Technologie und Innovation. Er geriet in jener Zeit in die Kritik, weil er bereits seit 2004 Kleine Anfragen anderer Abgeordneter im Landtag kopiert hatte, dort deren Namen neutralisierte und versandte. Verschiedene Abgeordnete, deren Anfragen er kopiert hatte, fühlten sich dabei um ihren Beitrag und ihre Leistung beim Recherchieren der Fragen betrogen. Bei der Landtagswahl in Sachsen 2014 erhielt er erneut mit 36,8 % das Direktmandat für den Landtag. Bei der Landtagswahl in Sachsen 2019 wurde er im Wahlkreis Chemnitz 1 mit 33,6 Prozent, bei der Landtagswahl 2024 mit 36,3 Prozent der Direktstimmen wiederum zum Wahlkreisabgeordneten gewählt.

## Privat
Patt ist verheiratet, katholisch, hat vier Kinder und lebt in Chemnitz. Seine Ehefrau Almut Patt (* 1968) ist Fachanwältin für Familienrecht und Mediatorin. Bei der Oberbürgermeisterwahl in Chemnitz 2020 trat sie als Kandidatin der CDU an und unterlag im 2. Wahlgang dem Kandidaten der SPD, Sven Schulze. Beide engagieren sich in kirchlichen Organisationen, Kulturvereinen und Familienorganisationen. 2008 bis 2014 war Patt Vorsitzender des Deutschen Familienverbandes, Landesverband Sachsen e. V. Von 2011 bis 2014 bekleidete er zudem das Amt des Vizepräsidenten auf Bundesebene.
Seit 1985 ist er Mitglied der katholischen Studentenverbindung KDStV Hercynia Freiburg im Cartellverband der katholischen deutschen Studentenverbindungen, KDStV Wiking Hamburg und KAV Capitolina Rom, Gründungskomtur im Ritterorden vom Heiligen Grab zu Jerusalem (OESSH), Komturei Dresden-Görlitz, und war Schatzmeister im Rotary Club und Rotary Hilfswerk Chemnitz e. V. (2001–2019).